# Distrito de Santa Ana de Tusi
El distrito de Santa Ana de Tusi, más conocido como distrito de Tusi, es uno de los ocho que conforman la provincia de Daniel Alcides Carrión del departamento de Pasco en el Perú.
Desde el punto de vista jerárquico de la Iglesia católica forma parte de la diócesis de Tarma, sufragánea de la arquidiócesis de Huancayo.

## Historia
El distrito fue creado mediante Ley N.º 12548 del 12 de enero de 1956, promulgada por el presidente Manuel A. Odría.

## Geografía
Ubicado en la región Sierra , con una superficie aproximada de 92,17 km², a una altitud de 3 803 m s. n. m., a 76 km del Cerro de Pasco, con acceso por carretera afirmado, cuenta con una población aproximada de 22 246 realizada por el último censo realizado en el Perú, este distrito está considerado como pueblo.

## Capital
La capital de Santa Ana de Tusi, se encuentra en la localidad del mismo nombre: Tusi, cuyo significado lo encontramos en la palabra quechua tushuy, que quiere decir "danzar" y que sus orígenes está en la antigua población de Tushi huayin y tambo marka

## Población
Santa Ana de Tusi, es conocida también como "La Tierra de los Caminantes", ya que, desde hace muchos años, sus pobladores se dedicaban al comercio, caminando de un lugar a otro, llevando mercancía el cual cambiaban con ganado, productos de pan llevar y dinero. 
La población en general se dedica a la agricultura en la parte baja entre los 2 500 m s. n. m. a los 3 000 m s. n. m. y a la ganadería en la parte altina.

## Autoridades

### Municipales
- 2019 - 2022[3]
  - Alcalde: Cayo Condezo Meza, del Partido Democrático Somos Perú.
  - Regidores:

  1. Hítalo Uriol Oscátegui Espinoza (Partido Democrático Somos Perú)
  2. Héctor Gilder Campos Anaya (Partido Democrático Somos Perú)
  3. Jhon España Tomas (Partido Democrático Somos Perú)
  4. Gabi Verónica Almerco Grijalva (Partido Democrático Somos Perú)
  5. Rubén Huaranga Valentín (Alianza para el Progreso)

Alcaldes anteriores
- 2015 - 2018: Rusbelt Apolinario Torres Grijalva, del Movimiento Regional Pasco Dignidad.
- 2011 - 2014:[4] José Yabán Meza Sarmiento, de la Alianza Regional Todos por Pasco (TxP).[5]
- 2007-2010: Mateo Campos Baldeón, del Partido Nacionalista Peruano.

### Policiales
- Comisario: Mayor  PNP.

## Festividades
El aniversario del Distrito se celebra el 12 de enero de cada año y la fiesta patronal en honor a la Madre Santa Ana (su patrona), es el 26 julio de cada año, la misma que empieza desde el 16 de julio con la elaboración de la chicha de jora hasta el 30, 31 de julio.